# Clerget-Blin
Société Clerget-Blin et Cie ali samo Clerget-Blin je bil francoski načrtovalec in proizvajalec batnih letalskih motorjev. Podjetje sta leta 1913 ustanovila inženir Pierre Clerget in industrialec Eugène Blin. Leta 1939 se je podjetje združilo v Groupe d'étude des moteurs à huile lourde, slednji se je potem leta 1947 združil v SNECMO.
Clerget je bil znan po uspešnih krožnih motorjih, ki so jih proizvajali tudi v Britaniji pri podjetjih Gwynnes Limited, Ruston Proctor in Gordon Watney.